# Stanovojbjergene
Stanovojbjergene (russisk: Станово́й хребе́т) er en bjergkæde i Rusland, beliggende nordøst for Bajkalsøen. Den er omkring 700 km lang, og går hovedsagelig øst-vest mellem floderne Oljokma og Majar, og danner vandskel mellem afvandingsarealerne til floderne Lena og Amur. Den højeste top er Skalistybjerget på 2.482 moh.
Bjergkæden har mange isbræer, som hovedsagelig har afløb til floden Lena.
Selv om bjergene er stort set helt ubeboede, er de historisk betydningsfulde ved at de definerede den tidligere grænse mellem Rusland og Kina, i henhold til Nertjinsktraktaten af 1689.